# タンパク質分解誘導キメラ分子
タンパク質分解誘導キメラ分子（タンパクしつぶんかいゆうどうキメラぶんし、英: Proteolysis targeting chimera、略称: PROTAC）は、2つの活性領域とリンカーで構成されたヘテロ機能性低分子であり、特定の望ましくないタンパク質を除去することができる。PROTACは、従来の酵素阻害剤として作用するのではなく、選択的に細胞内タンパク質分解を誘導することで作用する。PROTACは2つの共有結合したタンパク質結合性の分子で構成されている。1つはE3ユビキチンリガーゼと結合することができ、もう1つは分解を目的とする標的タンパク質と結合する。E3リガーゼを標的タンパク質にリクルートすると、プロテアソームによる標的タンパク質のユビキチン化とその後の分解が行われる。PROTACは（標的タンパク質の酵素活性を阻害するのではなく）高い選択性で標的に結合するだけでよいので、現在、以前は効果のなかった阻害剤分子を次世代医薬品のためのPROTACとして再利用しようとする多くの試みが行われている。
2001年にKathleen Sakamoto、クレイグ・クルーズ、Ray Deshaiesによって最初に記述されたPROTAC技術は、pVHL、Mdm2、β-TrCP1、セレブロン、c-IAP1を含む様々なE3リガーゼを用いて多くの創薬研究室で応用されてきた。イェール大学は2013-14年にArvinas社にPROTAC技術の使用許可を与えた。

## 機構
PROTACは、細胞のユビキチン-プロテオソームシステム（UPS）を「ハイジャック」することで分解を達成する。UPSは、ユビキチン分子をE2酵素に移すE1活性化酵素で構成されている。E2はその後、複合体中のE3リガーゼと結合し、標的タンパク質を認識して、26Sプロテオソームによるユビキチンのタグ付けと分解を行うことができる。